# Williams FW25
La FW25 fu la vettura prodotta dalla Williams che corse il campionato di Formula 1 2003, cogliendo quattro vittorie e due doppiette. I piloti erano Ralf Schumacher e Juan Pablo Montoya.
La vettura era costruita secondo il modello precedente, dotata di motore BMW e fu lasciato intatto tutto il retrotreno della vettura. Questo causò alcuni problemi, soprattutto nella prima parte della stagione. Dal GP di Monaco vennero invece apportate alcune modifiche che migliorarono il rendimento della vettura, tanto che da Monaco a Hockenheim, i due piloti vinsero quattro gare su sei.
I risultati furono anche legati alle gomme Michelin, che grazie a una nuova struttura migliorarono nettamente le prestazioni delle vetture.

## Tecnica
Nel tentativo di migliorare le prestazioni della stagione 2002 BMW impose un rinnovo generale della vettura che, nonostante le notevoli somiglianze con il modello precedente, è figlia di un progetto interamente nuovo.

### Telaio e ciclistica
Il telaio monoscocca in fibra di carbonio era realizzato presso gli stabilimenti WIlliams; le sospensioni a doppio braccio erano di tipo Push rod con barra di torsione.
Lo sterzo di tipo Cremagliera e pignone, era servoassistito, mentre il pedale del freno comandava i dischi in carboceramica prodotti da Carbon Industries accoppiati a pinze AP.
I cerchioni OZ Racing di dimensioni 13x12 all'anteriore e 13x13.7 al posteriore calzavano pneumatici Michelin.
Il peso complessivo della vettura si attesta a 600kg.

### Motore e trasmissione
La vettura era spinta da un motore BMW P83 V10 di 2998cc di cilindrata.
Il propulsore aspirato era dotato di quattro valvole pneumatiche per cilindro con distribuzione DOHC, ossia a doppio albero a camme in testa, e lubrificazione a Carter secco.
Il blocco motore e la testata, prodotti presso la fonderia BMW Formula One situata a Landshut, erano realizzati in alluminio tramite un particolare processo di pressofusione denominato thin-wall, particolarmente indicato per la realizzazione di pezzi con elevate caratteristiche meccaniche e peso contenuto, determinando un peso complessivo dell'assemblato di circa 90kg.
Con una ingestione media di 1995 metri cubi d'aria l'ora il motore era in grado di sviluppare una potenza di circa 900cv; il massimo regime di rotazione era di 19200giri/minuto ma, per l'utilizzo in gara, il limitatore veniva posto a 19000giri/minuto; il minimo, invece, si trovava a quota 4000giri/minuto.
Benché l'intervallo di manutenzione fosse stimato in 500km il team aveva a disposizione 10 motori per ogni weekend di gara.
La potenza veniva trasmessa alle ruote posteriori tramite un cambio a 7 rapporti semiautomatico, realizzato da Williams, dotato di frizione prodotta da AP.
Il raffreddamento dei fluidi, invece, era affidato a due radiatori acqua e due radiatori olio su entrambi i lati del telaio.

## Livrea e Sponsor
Per la stagione 2003 la Williams mantenne la stessa livrea dell'anno precedente.
Gli sponsor principali erano: la multinazionale di prodotti informatici Hewlett-Packard, il gruppo assicurativo Allianz, l'agenzia stampa Reuters Group, l'azienda impegnata nel settore dell'orologeria Oris, la società di consulenze Accenture, il gruppo di spedizioni FedEx e la bibita statunitense 7 Up.

## Stagione
Vengono confermati i piloti della stagione precedente, Ralf Schumacher e Juan Pablo Montoya e Marc Gené come pilota collaudatore (con una sola uscita, al Gran Premio d'Italia 2003 perché, a causa di un incidente nei test precedenti il GP, Schumacher è costretto a saltare la gara in via precauzionale).
La vettura è molto competitiva e riesce a conquistare 4 vittorie (Monaco; Europa; Francia; Germania), che gli valgono il 2º posto finale nel campionato costruttori.

### Il caso gomme
L'introduzione di nuovi pneumatici a partire dal GP di Montecarlo determinò un netto miglioramento delle prestazioni che si tradusse in 4 vittorie nei 6 eventi successivi; insospettiti da questo repentino cambiamento i vertici Ferrari e Bridgestone interrogarono la FIA a riguardo della regolarità di queste nuove coperture; il responso della federazione fu un comunicato stampa che lasciava intendere la possibilità che la gommatura Michelin fosse di misura non regolamentare; da quel momento Michelin tornò al vecchio tipo di pneumatico con un conseguente calo di prestazioni.

## Risultati F1
| Anno | Team                 | Motore      | Gomme | Piloti       |   |    |     |   |   |     |   |   |   |   |   |     |   |    |     |     | Punti | Pos. |
| ---- | -------------------- | ----------- | ----- | ------------ | - | -- | --- | - | - | --- | - | - | - | - | - | --- | - | -- | --- | --- | ----- | ---- |
| 2003 | BMW Williams F1 Team | BMW P83 V10 | M     | Montoya      | 2 | 12 | Rit | 7 | 4 | Rit | 1 | 3 | 2 | 2 | 2 | 1   | 3 | 2  | 6   | Rit | 144   | 2º   |
| 2003 | BMW Williams F1 Team | BMW P83 V10 | M     | R.Schumacher | 8 | 4  | 7   | 4 | 5 | 6   | 4 | 2 | 1 | 1 | 9 | Rit | 4 | SP | Rit | 12  | 144   | 2º   |
| 2003 | BMW Williams F1 Team | BMW P83 V10 | M     | Gené         |   |    |     |   |   |     |   |   |   |   |   |     |   | 5  |     |     | 144   | 2º   |

| Legenda | 1º posto     | 2º posto | 3º posto    | A punti         | Senza punti/Non class.  | Grassetto – Pole position Corsivo – Giro più veloce |
| Legenda | Squalificato | Ritirato | Non partito | Non qualificato | Solo prove/Terzo pilota | Grassetto – Pole position Corsivo – Giro più veloce |